# Крвава Мери (легенда)
Крвава Мери је легенда о духу, фантому или души призваној да предвиди будућност. По предању, она се појављује у огледалу када је њено име изговорено три пута. Лик Крваве Мери у огледалу може бити доброћудан или пакостан, у зависности од историјске варијације легенде. Приказ Крваве Мери највише је пута "осведочен" у групном призивању.

## Ритуал
Историјски, ритуал охрабрује младе жене да се пењу уз степенице унатрашке док у једној руци држе ручно огледало а у другој свећу, у замраченој кући. Ако би тада погледале огледало, требало би да буду у могућности да виде лице свог будућег мужа. Ту су, додуше, постојале шансе да ће видети лобању (или лице Грим Рипера) уместо лица будућег мужа, то је значило да им је суђено да умру пре него што уопште стекну прилику да се удају.
У модерном ритуалу, Крвава Мери се наводно појављује индивидуама или групама када је ритуално призивају док гледају у огледало. Ритуал се изводи тако што се њено име певуши у огледало у свећама-задимљеној просторији. Крвава Мери се наводно појављује у облику леша, вештице или духа; може бити пријатељски настројена или може бити зла; а некада је "виђена" прекривена крвљу. Према предању учесници ритуала кажу да им се Крвава Мери приказала и да би почела да вришти на њих, да их проклиње, да их дави, да им узима душу, почела би да им пије крв или би им ископала очи. Модерна легенда о Ханоко-сан у Јапану је веома слична легенди о Крвавој Мери.
Модерни додатак легенди-ругање Крвавој Мери због њене бебе нам говори да је реч вероватно о легендарној фигури, Мери I Тјудор, такође познатој као "Крвава Мери", чији је живот запамћен по многим побачајима и лажним трудноћама и рестаурацији римокатолицизма.

## Објашњење феномена
Дуго гледање у огледало у задимљеној просторији на дужи период може да проузрокује халуцинације. Њено лице би изгледало искривљено, као да се "топи", нестаје или ротира док би се остали елементи халуцинације, као што су животиње или чудна лица, можда појавили. Ђовани Капуто пише о томе да се за феномен, који он назива "илузија чудног лица", верује да је последица "ефекта дисоцијативног идентитета" који условљава застој у препознавању лица у мозгу на и даље непознат начин. Друга могућа објашњења феномена укључује приписивање илузији, барем делом, ефекту "Трокслеровог избледњивања" а могуће и само-хипнози.

## У популарној култури
Легенда о Крвавој Мери је послужила као инспирација за многе филмове, серије и видео игре које се баве темама о натприродним појавама.